# Faludi Miklós
Faludi Miklós, született Waltersdorf Miklós Mózes (Devecser, 1870. február 3. – Budapest, 1942. február 1.) színházigazgató, dramaturg. Faludi Gábor fia, Faludi Jenő és Faludi Sándor bátyja.

## Életútja
Faludi Gábor és Lőwy Jozefa fia. A középiskolák elvégzése után Franciaországban és Angliában tartózkodott, ahol jól megtanulta a francia és angol nyelvet. Több éven át a londoni Angol-banknak volt hivatalnoka. 1896-ban, amikor édesapja, Faludi Gábor, a Népszínháznál is érdekeltséget vállalt, Porzsolt Kálmán igazgatása alatt mint a Népszínház titkára működött 1901-ig. Ez időtől kezdve egészen 1926-ig a Vígszínház igazgatásában vett részt, előbb mint dramaturg, később mint művészeti igazgató. Előzékenységével, tapintatos modorával a Vígszínház egész személyzetének rokonszenvét kiérdemelte. Írt drámákat és színdarabokat is fordított. Többek között Belasconak a Pillangó kisasszony című drámáját. 1929-ben mint színművek és zeneművek kiadója tartott kapcsolatot a színészettel. 1936 és 1939 között a Belvárosi Színházban mint dramaturg és titkár működött.
1900. október 15-én Budapesten házasságot kötött Combe Máriával (1868–1921).
Sírja a Fiumei úti sírkertben található (17/2-1-16).

## Képgaléria

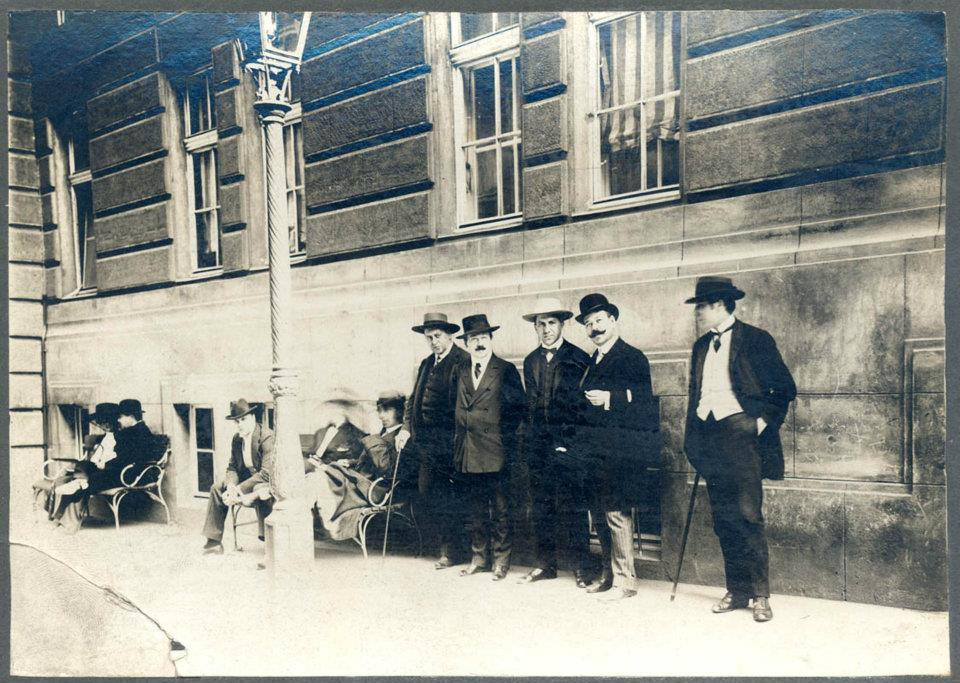
Faludi Miklós írótársaságban (jobbról a második)
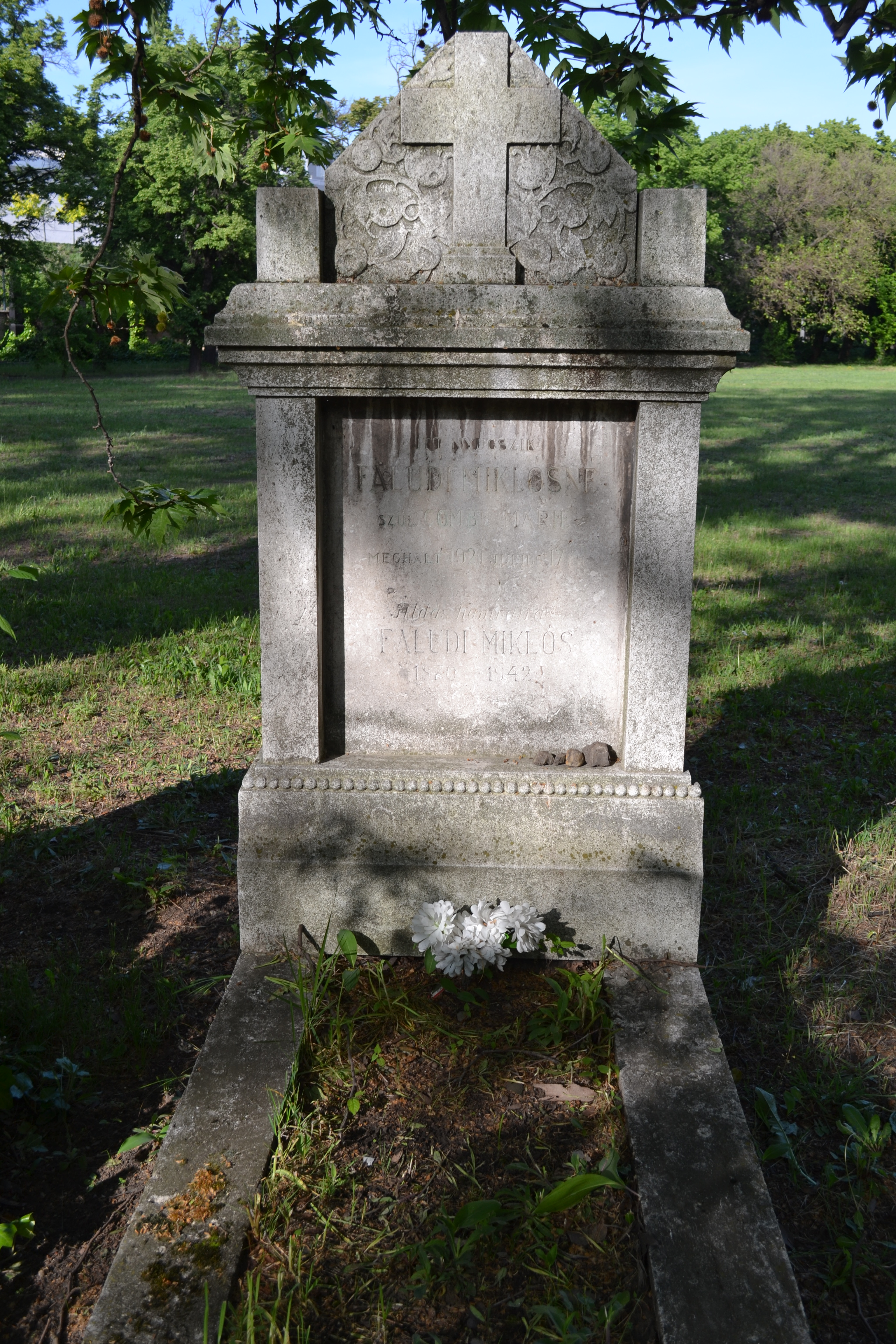
Sírja a Fiumei úti sírkertben